# مفاوضة مشتركة
المفاوضة المشتركة هي عملية التفاوض بين أرباب العمل ومجموعة من الموظفين التي تهدف إلى التوصل إلى اتفاقات لتنظيم ظروف العمل. تُعرض مصالح الموظفين عادة من قبل ممثلي الاتحاد نقابة العمال التي ينتمي إليها الموظفون. الاتفاقات المشتركة التي تسعى إليها هذه المفاوضات عادة تشمل مستوى الأجور، وساعات العمل، والتدريب وصحة وسلامة الموظفين، والعمل الإضافي، وآليات الشكاوى، والحقوق في المشاركة في أماكن العمل أو قضايا الشركة.

## لمحة تاريخية
كان أول من استخدم مصطلح «المفاوضة الجماعية» بياتريس ويب في عام 1891 وهي التي أسست مجال العلاقات الصناعية في بريطانيا. وكان الغرض من المصطلح الإشارة إلى نوع المفاوضات والاتفاقيات الجماعية التي كانت موجودة منذ ظهور النقابات العمالية خلال القرن الثامن عشر.

### الولايات المتحدة الأمريكية
في الولايات المتحدة الأمريكية، حَظَر قانون علاقات العمل الوطنية لعام 1935 على أي صاحب عمل حرمان الموظف من حقوق التنظيم في النقابات، لكنَّ تشكيل نقابات للموظفين العموميين ظل أكثر إثارة للجدل حتى الخمسينيات من القرن الماضي إلى عام 1962 حين أصدر الرئيس جون كينيدي أمرًا تنفيذيًا يمنح الموظفين الفيدراليين الحق في تأسيس النقابات والانتساب إليها.
ثم أثيرت قضية الاختصاص القضائي في الدعوى التي رفعها مجلس علاقات العمل الوطنية ضد أسقف شيكاغو الكاثوليكي (1979) وقضت على إثرها المحكمة العليا أن مؤسسة مجلس علاقات العمل الوطنية (NLRB) لا يمكنها تأكيد الولاية القضائية على مدرسة تديرها الكنيسة لأن مثل هذا الاختصاص ينتهك التعديل الأول لحرية الدين والفصل بين الكنيسة والدولة.